# 康灰蝶屬
康灰蝶屬（Buff，學名：Cnodontes）是灰蝶科圓灰蝶亞科琳灰蝶族中的一個屬。物種分佈於非洲。外表像粉蝶。

## 物種
- 康灰蝶 Cnodontes pallida
- 彭氏康灰蝶 Cnodontes penningtoni
- 范氏康灰蝶 Cnodontes vansomereni